# Şenkal Atasagun
Şenkal Atasagun (* 17. August 1941 in Kars) war Direktor des türkischen Nachrichtendiensts Millî İstihbarat Teşkilâtı (MİT).
Atasagun absolvierte das Galatasaray-Gymnasium in İstanbul und die Fakultät für Politikwissenschaft an der Universität Pierre Mendès-France Grenoble II in Grenoble. Nach seiner Zeit als Reserveoffizier trat er 1967 dem MİT bei. Er war in verschiedenen Positionen innerhalb des Präsidiums für Geheimdienst und Operationen tätig. Atasagun ist Experte für Gegenspionage. Er war stellvertretender Abteilungsleiter für die Region İstanbul und zweimal Abteilungsleiter für die Region Ankara und das Ausland in Brüssel. 1997 war er im Auslandsdienst in London tätig. Am 11. Februar 1998 wurde er Direktor der MİT. Atasagun ging am 11. Juni 2005 in Pension.
Atasagun ist verheiratet und spricht Französisch und Englisch.